# Hardkiss
Hardkiss ist der Künstlername der aus San Francisco stammenden Musik-Produzenten Scott, Gavin und Robbie Friedel.
Die drei Geschwister machten sich in den 1990er-Jahren in der Clubszene von San Francisco unter der Führung von Scott und Gavin einen Namen. Ihre ersten Auftritte absolvierten sie zuvor in Großbritannien. Die Musiker arbeiteten unter verschiedenen Pseudonymen: Scott Gavin verwendete den Namen God Within, Gavin veröffentlichte unter Hawke und Robbie unter Little Wing. Das eigene Plattenlabel läuft unter dem gemeinsamen Namen Hardkiss Records. Ihr Musikstil ist eine Mischung aus Acid House, Trance und Hardcore. Im Laufe ihrer Karriere arbeiteten sie auch mit Künstlern wie Sir Elton John und The Flaming Lips zusammen.

## Scott Hardkiss
Einer der drei Brüder, der DJ Scott, starb am 25. März 2013. Er wurde in den Bronx von New York City geboren. Später studierte er an der Oxford University in England. Beachtung fand im Jahr 1997 sein Remix „Essential Remix“ für die BBC, das zu seiner Zeit als bester kalifornischer House-Mix gehandelt wurde.

## Diskografie
- 1992: The Magick Sounds of the Underground 12[4]
- 1993: Raincry[4]
- 1994: The Phoenix[4]
- 1997: Essential Remix
- 2001: United DJs of America, Vol. 17[4]
- 2002: Do You Realize??[4]